# Orlindo Ayoví
Orlindo Ayoví Caicedo (Eloy Alfaro, Provincia de Esmeraldas, Ecuador, 15 de septiembre de 1984) es un futbolista ecuatoriano. Juega de centro delantero y su equipo actual es el Universidad O&M FC de la Liga Dominicana de Fútbol.

## Trayectoria
Se inició como futbolista en Liga Deportiva Universitaria de Quito en las Categorías juveniles, debutando profesionalmente con el mismo equipo en el año 2004. En el plantel 'universitario' consigue buenas actuaciones como alternante. En el 2005 es cedido al Macará de la ciudad de Ambato equipo con el cual juega tan solos 5 partidos.  Año seguido pasa a las filas del Imbabura Sporting Club, donde se consolida como delantero convirtiéndose en pieza importante para el ascenso del equipo a la Primera Categoría del Fútbol Ecuatoriano. Su buena actuación en el club 'imbabureño' y sus 12 goles, hacen que Liga de Quito pida su retorno al club para la temporada 2007. A mediados de ese año Ayoví es pedido por el técnico Juan Amador Sánchez para que conforme parte del plantel Atlético de Rafaela de la Primera B Nacional de Argentina. Su paso por el club santafesino no es del todo bueno y es negociado a inicios del 2008 al Deportivo Azogues de su país natal. En este club se convierte en alternante, sin embargo sus buenas presentaciones y goles atraerían la atención de uno de los 4 grandes del Fútbol Ecuatoriano.
En 2009 llega  a las filas del Club Deportivo El Nacional donde juega la Copa Libertadores 2009. Ese año, Orlindo hace varios goles no obstante el fracaso de su equipo en el torneo local y la eliminación temprana de la libertadores, hacen que los directivos del equipo militar se vean obligados a cederlo por problemas económicos del club. A inicios del 2010 ficha por la Liga Deportiva Universitaria de Portoviejo y juega el Ascenso. La regularidad mostrada por Orlindo en el equipo 'portovejense', hacen que a mediados de ese año vuelva a jugar en la Serie A de Ecuador con el Espoli. Ayoví firma con el Imbabura Sporting Club, club que lo consolidó como delantero. Una lesión lo margina a la mitad del campeonato 2011, sin embargo su físico privilegiado permite que a su retorno Orlindo se convierta en el segundo goleador del equipo. En 2012  Orlindo Ayoví ficha por el Rampla Juniors  de la Primera División Profesional de Uruguay, retornando a mitad de año a Ecuador para jugar por el Olmedo.
En 2013 es transferido al Club Deportivo Irapuato

## Clubes
| Club                    | País                 | Año           |
| ----------------------- | -------------------- | ------------- |
| LDU (Q)                 | Ecuador              | 2004          |
| Macará                  | Ecuador              | 2005          |
| Imbabura SC             | Ecuador              | 2006          |
| LDU (Q)                 | Ecuador              | 2007          |
| Atlético de Rafaela     | Argentina            | 2007          |
| Deportivo Azogues       | Ecuador              | 2008          |
| El Nacional             | Ecuador              | 2009          |
| LDU (P)                 | Ecuador              | 2010          |
| Espoli                  | Ecuador              | 2010          |
| Imbabura SC             | Ecuador              | 2011          |
| Olmedo                  | Ecuador              | 2012          |
| Irapuato                | México               | 2013          |
| Independiente del Valle | Ecuador              | 2013          |
| Mushuc Runa             | Ecuador              | 2014          |
| Marathón                | Honduras             | 2015          |
| Villanueva              | Honduras             | 2016          |
| Social Sol              | Honduras             | 2017          |
| Universidad O&M FC      | República Dominicana | 2017          |
| Social Sol              | Honduras             | 2018          |
| Universidad O&M FC      | República Dominicana | 2019 - Actual |

## Palmarés

### Campeonatos nacionales
| Título             | Club     | País    | Año  |
| ------------------ | -------- | ------- | ---- |
| Serie B de Ecuador | Imbabura | Ecuador | 2006 |
| Serie A de Ecuador | LDU (Q)  | Ecuador | 2007 |